# Solidarność Polsko-Czesko-Słowacka

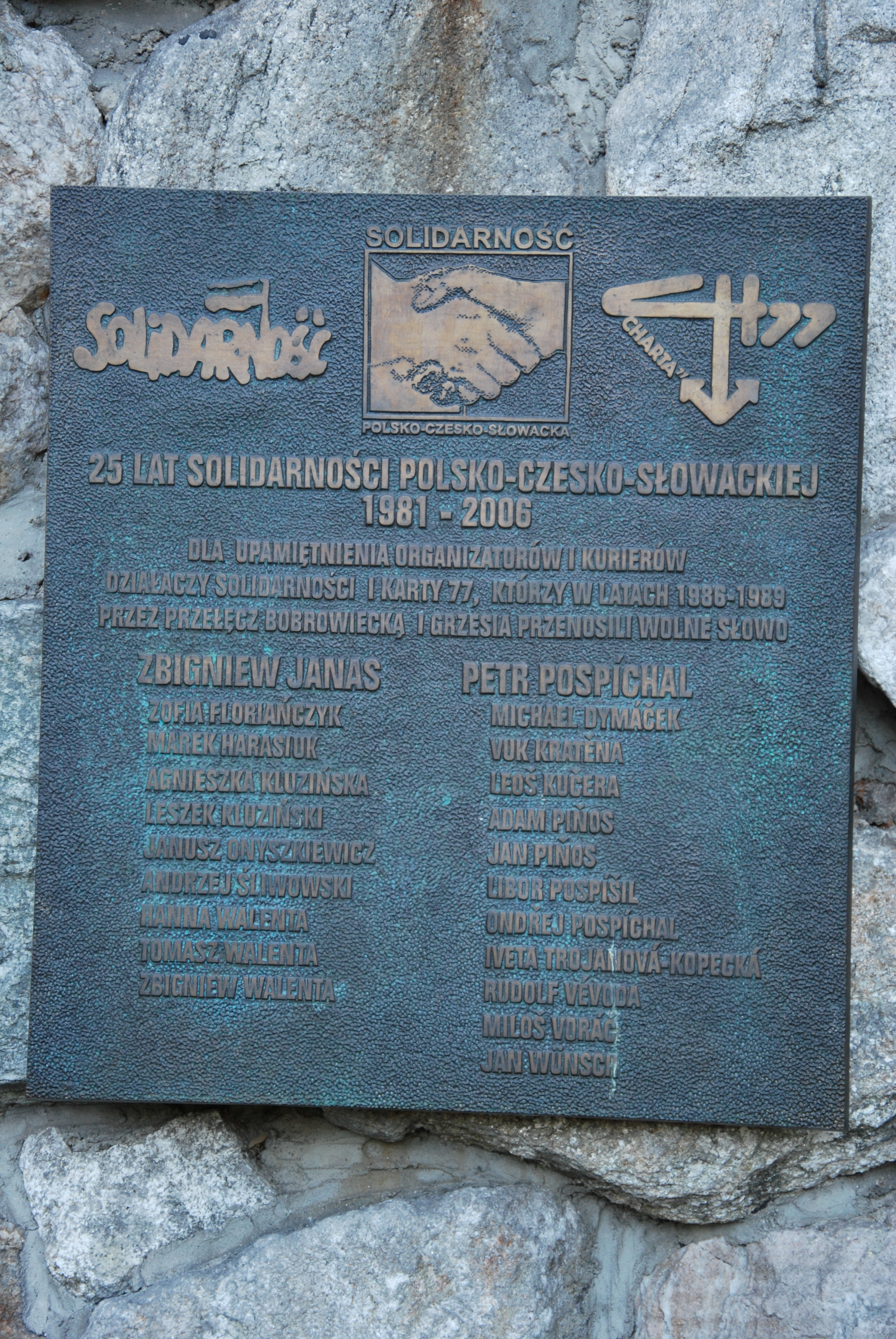
Tablica na Schronisku Chochołowskim upamiętniająca kontakty opozycjonistów Polski i Czechosłowacji

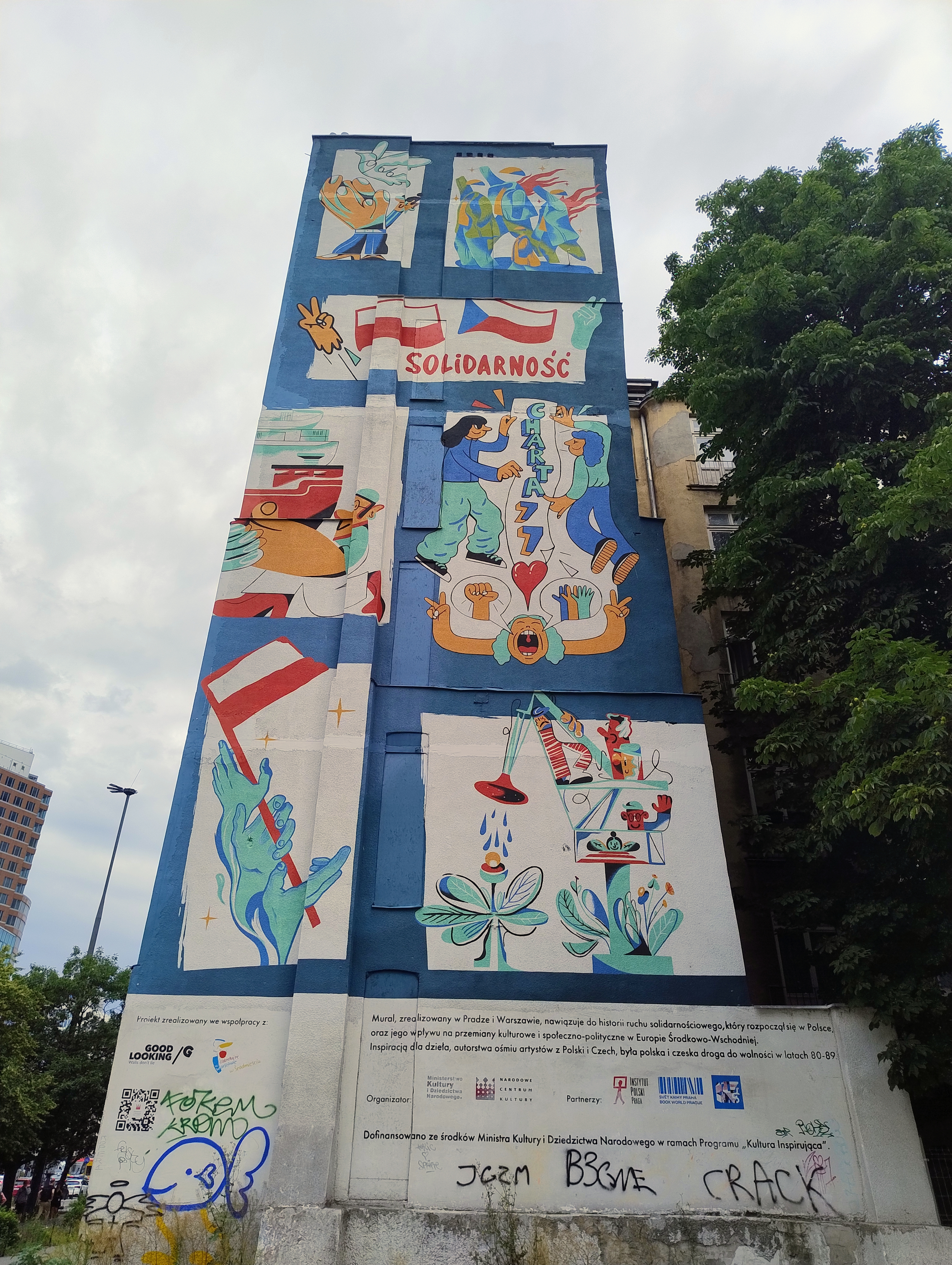
Mural w Warszawie na rogu ul. Siennej i al. Jana Pawła II upamiętniający Solidarność Polsko-Czesko-Słowacką

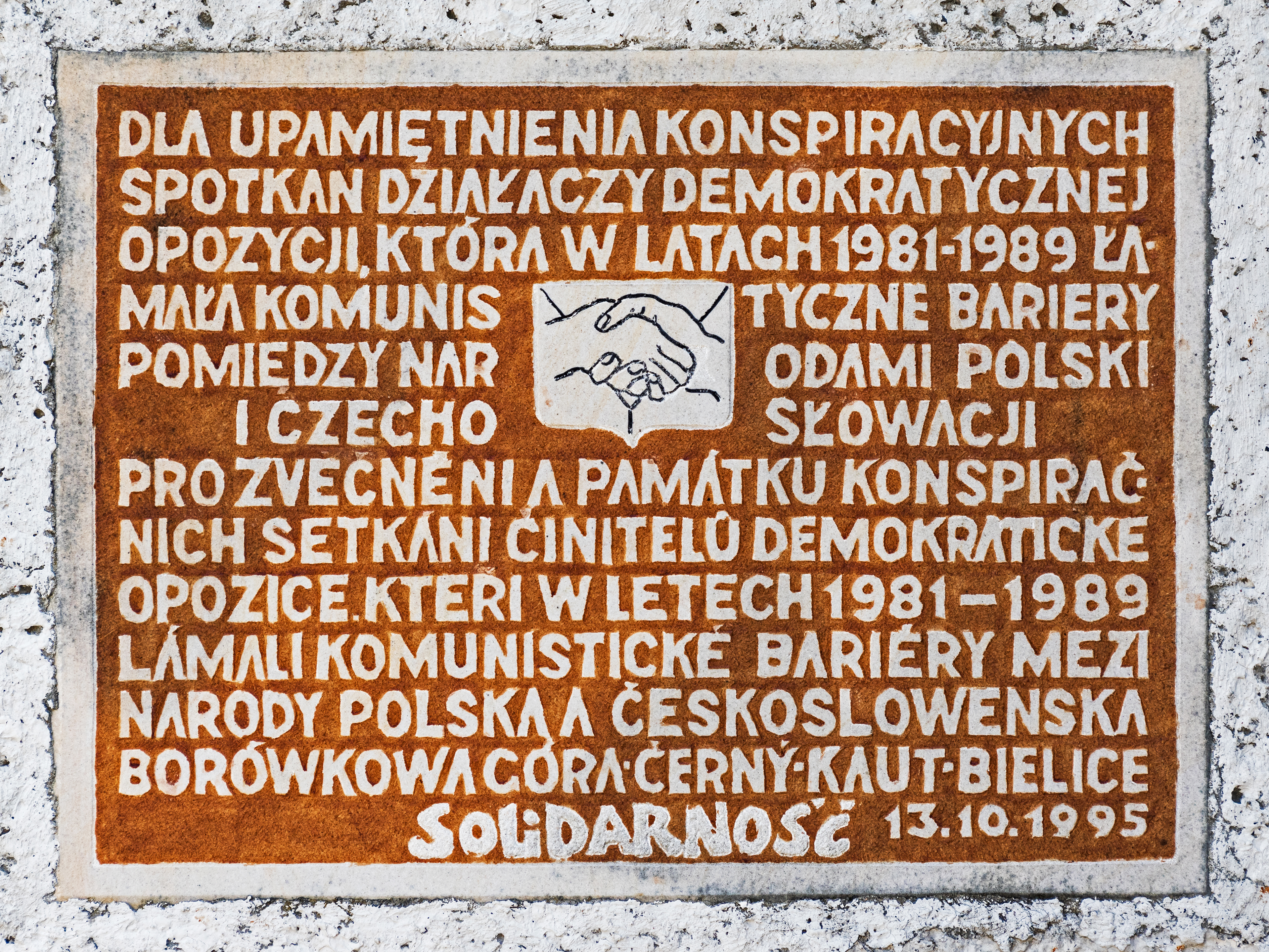
Tablica pamiątkowa w Bielicach

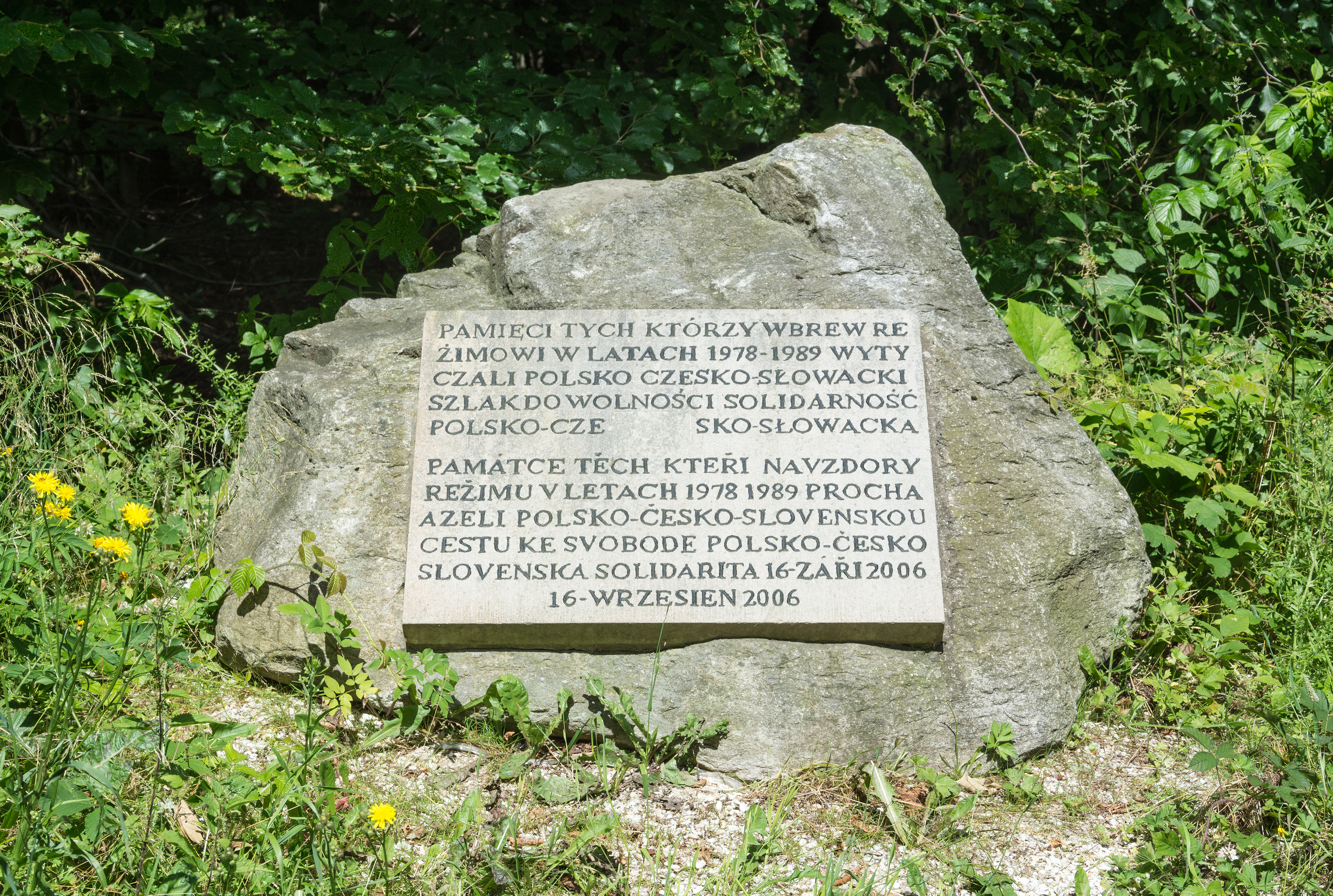
Tablica pamiątkowa na Przełęczy Gierałtowskiej

Solidarność Polsko-Czesko-Słowacka, Solidarność Polsko-Czeska, Solidarność Polsko-Czechosłowacka, także Solidarność Międzynarodowa (czes. Polsko-česko-slovenská Solidarita, także Polsko-československá Solidarita, słow. Poľsko-česko-slovenská Solidarita, także Poľsko-československá Solidarita, ang. Polish-Czech-Slovak Solidarity) (SPCzS) – międzynarodowy ruch społeczny opozycji demokratycznej powstały na początku lat 80. XX wieku. Od 1991 stowarzyszenie.

## Powstanie Solidarności Polsko-Czechosłowackiej w 1981
Solidarność Polsko-Czechosłowacka działa od października 1981, kiedy działacze wywodzący się z niezależnych środowisk opozycyjnych – Karty 77 w Czechosłowacji, Komitetu Samoobrony Społecznej „KOR” i „Solidarności” w Polsce, spotkali się w Pradze. Celem Solidarności Polsko-Czechosłowackiej (pierwotnie Polsko-Czeskiej) była wymiana informacji o inicjatywach demokratycznych w Polsce i Czechosłowacji, represjach stosowanych przez komunistów wobec działaczy tych inicjatyw.
Wprowadzenie 13 grudnia 1981 w Polsce stanu wojennego i związane z tym zamknięcie granic spowodowało przerwę w pracach SPCz do marca następnego roku.

## Działalność 1982-1990
Lata 1982 i 1984 poświęcone były pracy nad przygotowaniem punktów przerzutu i wymiany wydawnictw niezależnych oraz sprzętu. W ten sposób działacze Solidarności Polsko-Czechosłowackiej rozpoczęli systematyczną akcję wymiany informacji przez zieloną granicę, zorganizowali sieć kurierów przenoszących przez góry zakazaną literaturę, dokumenty, instrukcje i materiały drukarskie.
Jesienią 1983 z inicjatywy SPCz powstał i został przesłany polskim władzom wspólny protest sygnatariuszy Karty 77 i członków „Solidarności” przeciw przygotowywanemu procesowi dawnych działaczy KSS KOR.
Do 1984 działalność SPCz prowadziły przede wszystkim ośrodki w Pradze i we Wrocławiu, w 1985 powstały oddziały w Brnie i Warszawie. Rok później powołana została grupa tłumaczy zajmujących się przekładami na polski zakazanej w owym czasie współczesnej literatury czeskiej i słowackiej. Powstała podziemna seria wydawnicza pod nazwą Kolekcja czeskiej i słowackiej literatury niezależnej, w ramach której opublikowano m.in. utwory Bohumila Hrabala, Josefa Škvoreckiego, Václava Havla i Jana Pelca. W tym samym czasie tworzyło się również archiwum wydawnictw niezależnych.
W styczniu 1987 w Brnie został aresztowany członek Komitetu Obrony Niesprawiedliwie Prześladowanych (VONS), sygnatariusz Karty 77 i działacz Solidarności Polsko-Czechosłowackiej – Petr Pospíchal. Oskarżono go o rozpowszechnianie polskich wydawnictw niezależnych i utrzymywanie kontaktów z działaczami podziemnej „Solidarności”. Polacy rozpoczęli akcję zbierania podpisów pod petycją żądającą uwolnienia czeskiego dysydenta. Dokument ten przekazany został ambasadzie Czechosłowacji w Warszawie. W tym samym czasie w Podkowie Leśnej odprawiona została msza święta w intencji Pospíchala, po której zapoczątkowano cykl wykładów o czechosłowackim ruchu niezależnym, połączony z wystawą czechosłowackiego samizdatu.
16 kwietnia 1987 SPCz zorganizowała w centrum Wrocławia demonstrację na rzecz uwolnienia Petra Pospíchala, zgromadziła ona ponad tysiąc wrocławian. Milicja zatrzymała wszystkich organizatorów manifestacji, którzy po 48 godzinach aresztu zostali zwolnieni i skazani przez kolegium do spraw wykroczeń na grzywny w wysokości od 25 do 50 tysięcy złotych.
Podczas manifestacji w wielu punktach Wrocławia rozrzucane były ulotki: „SOS dla Pospichala”. Akcją na rzecz uwolnienia czeskiego działacza SPCz ujawniła swą dotychczas konspiracyjną działalność.
W 1987 minęło 10 lat od powołania Karty 77. Dla upamiętnienia tej rocznicy SPCz wydała okolicznościowy kalendarz oraz serię znaczków pocztowych, którą udało się wprowadzić do oficjalnego obiegu. Zmusiło to czeskiego ministra Poczty i Łączności do wydania zakazu doręczania listów, na których przyklejone były owe znaczki. Mimo tego zakazu list ofrankowany znaczkiem SPCz otrzymał w więzieniu np. Petr Pospíchal.
Konspiracyjne spotkania opozycji polskiej i czechosłowackiej lat 80. XX w. odbywały się w górach ziemi kłodzkiej, m.in. na Borówkowej, pierwsze odbyło się 21 sierpnia 1987. Z Polaków uczestniczyli w nim: Zbigniew Bujak, Zbigniew Janas, Mirosław Jasiński, Jacek Kuroń, Jan Lityński, Józef Pinior, Mieczysław Piotrowski „Dučin” i Danuta Winiarska. Ze strony czeskiej dotarli: Jiří Dienstbier (późniejszy minister spraw zagranicznych Czechosłowacji), Ladislav Lis, Petr Pospíchal, Jaroslav Šabata, Hanka Šabatowa i Petr Uhl. Po wielogodzinnym spotkaniu na granicy polsko-czechosłowackiej został ogłoszony Krąg Przyjaciół SPCz, którego deklarację podpisało ponad 20 działaczy demokratycznych z obu krajów, m.in. Václav Havel, Petr Uhl, Ján Čarnogurský, Jacek Kuroń, Zbigniew Romaszewski i Zbigniew Bujak. Potem spotkania odbywały się także w okolicach pobliskiego Karpna, a wśród ich uczestników był m.in. późniejszy prezydent Czech Václav Havel. Głównym organizatorem tych spotkań po polskiej stronie był Warcisław Martynowski z Lądka-Zdroju. W czerwcu 1988 odbyło się spotkanie ponad 20 młodych działaczy z polskich i czechosłowackich ugrupowań opozycyjnych w Tatrach Zachodnich w pobliżu szczytu Grześ (wśród uczestników byli m.in. Zbigniew Janas i Jerzy Kaniewski) oraz po raz kolejny 20 maja 1989.
Po obu stronach granicy SPCz podejmowała własne działania wydawnicze, kontynuowana była akcja wymiany informacji, powtarzały się robocze spotkania opozycjonistów z Polski i Czechosłowacji. Pisząc o tych „granicznych spotkaniach” warto wymienić nazwiska Mieczysława „Dučina” Piotrowskiego i Zbigniewa Janasa, którzy najczęściej zajmowali się organizacją tych spotkań i dbali o to, aby bezpiecznie można było dokonywać tzw. „przerzuty”, czyli przenosić na drugą stronę książki, ulotki, materiały potrzebne podziemnym drukarniom itp.
We wrześniu 1987 na „Drodze Przyjaźni” pod Śnieżką, SPCz wraz z ruchem Wolność i Pokój zorganizowała akcję w obronie zagrożonej w obu krajach ekologii pod hasłem „Ratujmy Karkonosze”.
W grudniu 1987 w Polsce ukazał się pierwszy numer Biuletynu Informacyjnego Solidarności Polsko-Czechosłowackiej (wydawanego regularnie do 1989). W styczniu 1988 wydana została pierwsza pozycja Kolekcji Czeskiej i Słowackiej Literatury Niezależnej – Obsługiwałem angielskiego króla Bohumila Hrabala w tłumaczeniu Piotra Godlewskiego, potem Wyjątki z autosztambucha Josefa Škvoreckiego, Zaoczne przesłuchanie Václava Havla, …i będzie gorzej Jana Pelca.
W marcu 1988 Solidarność Polsko-Czechosłowacka rozpoczęła akcje „Patronat”, zwracając się do wszystkich obywateli i organizacji o objęcie konkretną opieką więźniów politycznych i ich rodzin w Czechosłowacji (analogiczną akcję zorganizowano w Czechosłowacji). Akcja ta propagowana była przez Biuletyn Informacyjny SPCz. W kolejnych jego numerach ukazywały się nazwiska i miejsca pobytu więźniów sumienia oraz adresy ich rodzin, a także informacje o przystąpieniu do patronatu wielu osób i ugrupowań niezależnych po obu stronach granicy.
Ważną akcją Solidarności Polsko-Czecho-Słowackiej była demonstracja pod ambasadą rumuńską w Warszawie, zorganizowana na wezwanie sygnatariuszy Karty 77, w lutym 1988 po masakrze w Timișoarze. W 1988 nasiliły się represje wobec działaczy opozycji demokratycznej w Czechosłowacji i przedstawicieli polskiego ruchu Wolność i Pokój. Członkowie SPCz zorganizowali w Pradze i we Wrocławiu trwającą od 15 do 22 maja głodówkę protestacyjną. SPCz podejmuje także działania w obronie kościoła katolickiego w Czechosłowacji. W maju 1988, dwa miesiące po śmierci w więzieniu w Hradcu Králové sygnatariusza Karty 77 Pavla Wonki, we Wrocławiu odprawiona zostaje w jego intencji msza, podczas której modlono się również o wolność dla pozostających w czechosłowackich więzieniach dysydentów. Solidarność Polsko-Czechosłowacka pośredniczyła także w przekazaniu kardynałowi Tomaszkowi petycji podpisanej przez ok. 3,5 tys. osób, w obronie Kościoła katolickiego w Czechosłowacji, a na przełomie roku 1988 i 1989 była inicjatorem wspólnych działań młodych katolików w Polsce i w Czechach. W lipcu 1988, podczas kolejnego dużego spotkania w górach głównych działaczy opozycji demokratycznej, została podpisana wspólna deklaracja w 20 rocznicę interwencji wojsk Układu Warszawskiego w Czechosłowacji. W sierpniu tego roku, w Krakowie odbyła się Konferencja Praw Człowieka i Obywatela, w której uczestniczyli również działacze Solidarności Polsko-Czechosłowackiej. Jedynym przedstawicielem strony czeskiej, jakiemu udało się dojechać do Krakowa, był uczestnik Karty 77 i członek SPCz Alexandr Vondra.
Solidarność Polsko-Czechosłowacka zainicjowała powstanie Wschodnioeuropejskiej Agencji Informacyjnej, służącej szybkiej i niezależnej wymianie informacji pomiędzy Pragą, Warszawą, Budapesztem, Wilnem i Moskwą. Członkowie SPCz: Jerzy Kronhold, Marian Dembiniok i Zbigniew Machej, w 21 rocznicę inwazji na Czechosłowację, zorganizowali w Cieszynie, 21 sierpnia 1989 manifestację, podczas której zgromadzeni przeprosili Czechów i Słowaków za to, że w interwencji brali udział polscy żołnierze. Na demonstracji obecni byli posłowie i senatorowie Rzeczypospolitej Polskiej.
Następne akcje Solidarności Polsko-Czechosłowackiej, to zorganizowane przy współpracy z Macierzą Ziemi Cieszyńskiej marsze ekologiczne, w wyniku których wstrzymana została budowa koksowni w Stonawie, głodówki protestacyjne i w lutym 1988 manifestacja podczas premiery „Protestu” i „Audiencji” Václava Havla w Teatrze Powszechnym w Warszawie. Największym jednak osiągnięciem Solidarności Polsko-Czechosłowackiej jest bez wątpienia Międzynarodowe Seminarium Europa Środkowa. Kultura na rozdrożu – pomiędzy totalitaryzmem a komercjalizmem, które trwało od 3 do 5 listopada 1989 we Wrocławiu. Patronat nad sesją objęli Timothy Garton Ash, profesor Jan Błoński, prof. Czesław Hernas, prof. František Janouch, Adam Michnik, Jiří Pelikán, dr Vilém Prečan, Karel Schwarzenberg, Jan Józef Szczepański, Juliusz Żuławski. W odbywającym się w tym czasie Festiwalu Czechosłowackiej Kultury Niezależnej wzięli udział pieśniarze i muzycy rockowi z Czechosłowacji, artyści emigracyjni m.in. Karel Kryl i Jaroslav Hutka, prezentowano filmy czeskiej „nowej fali”. Nie odbyła się niestety zapowiadana wystawa malarstwa i rzeźby niezależnych artystów plastyków z Czechosłowacji, która we wraz z jej kuratorem (studentem wrocławskiej PWSSP) Igorem Wójcikiem została aresztowana na granicy w Harrachovie. Zamiast wystawy sztuki odbyła się symboliczna prezentacja pustych ram przekreślonych napisem ZAREKWIROWANO. Większość artystów także zostało zatrzymanych na granicy czesko-polskiej, podobnie jak wielu Czechów i Słowaków pragnących wziąć udział w seminarium. Mimo granicznych utrudnień do Wrocławia dotarło jednak kilka tysięcy sąsiadów z południa.
Niecałe dwa tygodnie później rozpoczęła się „aksamitna rewolucja”. Zapoczątkowała ona demokratyczne zmiany i doprowadziła do upadku systemu komunistycznego w tym kraju.

## Działalność po 1990
W nowej sytuacji politycznej konieczna stała się zmiana formy działania Solidarności Polsko-Czechosłowackiej. 17 marca z inicjatywy SPCzS doszło do spotkania prezydenta Václava Havla i przewodniczącego „Solidarności” Lecha Wałęsy. Zgodnie z konspiracyjną tradycją SPCzS spotkanie odbyło się w górach, tym razem w wygodnych salach schroniska Odrodzenie na przełęczy Karkonoskiej. W kwietniu 1990 SPCzS zorganizowała wizytę premiera Czech Petra Pitharta w Polsce południowej. W 1991 zarejestrowano legalne już Stowarzyszenie „Solidarność Polsko-Czesko-Słowacka”, którego celem jest współpraca Polski i Czechosłowacji z innymi krajami Europy, a także upowszechnianie wzajemnej wiedzy o dorobku i życiu kulturalnym, społecznym i politycznym.
8 i 9 lutego 1992 we Wrocławiu odbył się Walny Zjazd SPCzS. Powołano na nim 6 Oddziałów Regionalnych oraz wybrano Radę Rzeczników, w skład której weszli: Mirosław Jasiński, Jerzy Kronhold, Warcisław Martynowski, Janusz Okrzesik i Jarosław Rybski. Powstała sieć biur koordynujących prace stowarzyszenia. Równolegle, w celu wspierania kulturalnej i społecznej działalności SPCzS została powołana Fundacja Solidarności Polsko-Czesko-Słowackiej.
Przy współpracy Stowarzyszenia SPCzS, co roku organizowane są festiwale teatralne i filmowe w Cieszynie, a na ziemi kłodzkiej odbywają się Polsko-Czeskie Dni Kultury Chrześcijańskiej oraz wydawany jest miesięcznik „Ziemia Kłodzka. Od Kladského Pomezi – Glatzer Bergland”.
Wiosną 1997 Solidarność Polsko-Czesko-Słowacka była organizatorem protestów przeciwko wprowadzeniu wysokich opłat za tzw. „zieloną kartę”.
W 2004 we Wrocławiu i Cieszynie odbył się IV zjazd Solidarności Polsko-Czesko-Słowackiej. Prezesem Stowarzyszenia, czyli rzecznikiem generalnym, wybrano Mieczysława Dučina-Piotrowskiego z Wrocławia.
Solidarność Polsko-Czesko-Słowacka propaguje zasady tolerancji i szacunku między społeczeństwami, współpracuje z innymi organizacjami o podobnych celach. Członkiem SPCzS może zostać każdy, kto utożsamia się z jej celami i pragnie działać na ich rzecz.
W sierpniu 2008 SPCzS zainicjowało akcję odebrania praw do organizacji Igrzysk Olimpijskich w rosyjskim Soczi w 2014. Projekt realizowany wspólnie ze Stowarzyszeniem Wrocław PRO uzyskał poparcie wielu działaczy społecznych, sportowców i ludzi mediów – „Nie dla Soczi” powiedzieli m.in. Lech Wałęsa, Václav Havel, Jarosław Kaczyński, Adam Michnik czy Józef Pinior.
Do tradycji SPCzS i współdziałania niezależnych grup opozycyjnych, działających przed 1989 rokiem w Polsce i w Czechosłowacji, nawiązuje powołane przez ministrów spraw zagranicznych w 2008 Forum Polsko-Czeskie.
Dla upamiętnienia ruchu SPCzS i ludzi z nim związanych oraz z okazji czterdziestolecia Solidarności w sierpniu 2020 jeden z wrocławskich skwerów nazwano skwerem Solidarności Polsko-Czesko-Słowackiej.

## Odznaczenia
W 2000 prezydent RP Aleksander Kwaśniewski przyznał dwóm przedstawicielom Solidarności Polsko-Czechosłowackiej Krzyże Oficerskie Orderu Zasługi RP. Otrzymali je obywatele Republiki Czeskiej Petr Pospíchal i Petr Uhl.
W 2001 Srebrnym Krzyżem Zasługi został odznaczony ówczesny rzecznik SPCzS Mieczysław Dučin-Piotrowski. W tym samym roku minister kultury Republiki Czeskiej Pavel Dostal przyznał medal Artis Bohemiae Amicis „Przyjaciel Kultury Czeskiej” dwóm Polakom: Julianowi Golakowi (ówczesnemu rzecznikowi generalnemu SPCzS), oraz Marianowi Dembiniokowi (ówczesnemu cieszyńskiemu rzecznikowi SPCzS).
W latach 2007 i 2008 w uznaniu zasług w okresie podziemnej współpracy polsko-czechosłowackiej lat 80. zostali odznaczeni przez prezydenta RP Lecha Kaczyńskiego:
- Orderami Odrodzenia Polski:
  - Krzyżem Komandorskim: Zbigniew Janas i Julian Golak
  - Krzyżami Oficerskimi: Mirosław Jasiński, Jarosław Broda, Aleksander Gleichgewicht, Igor Wójcik, Andrzej Jagodziński, Paweł Skrzywanek, Tomasz Przedpełski, Krzysztof Jakubczak, Jerzy Kronhold, Tadeusz Kuranda, Anna Barbara Walenta, Marian Dembiniok oraz pośmiertnie ks. Stefan Witczak, proboszcz z Nowego Gierałtowa na ziemi kłodzkiej, kapelan SPCzS
  - Krzyżami Kawalerskimi: Mirosław Spychalski, Jolanta Piątek, Andrzej Szczęśniak, Zbigniew Andrzej Walenta, Zofia Floriańczyk, Andrzej Śliwowski.
- Krzyżami Zasługi:
  - złotymi: Jarosław Rybski, Jolanta Dygoś, Ewa Skrzywanek, Grzegorz Smolis, Agnieszka Magdalena Kluzińska, Leszek Rafał Kluziński, Marian Ligęza, Tomasz Bartłomiej Walenta, Jarosław Rybski, Marek Harasiuk[8] i Jarosław Szostakowski
  - srebrnym: Rafał Prietzel[9].

W 2008 Orderami Zasługi Rzeczypospolitej Polskiej zostali odznaczeni czescy i słowaccy działacze SPCz:
- Wielkim Krzyżem: Ján Čarnogurský, pierwszy premier Słowacji po upadku komunizmu
- Krzyżem Komandorskim z Gwiazdą: Anna Šabatová i Drahomira Fajtlová
- Krzyżem Kawalerskim: Gertruda Chowanioková.

## Aktualne władze krajowe
- honorowy przewodniczący: Mirosław Jasiński
- honorowy przewodniczący: Mieczysław Dučin-Piotrowski (zm. w 2023)
- przewodniczący zebrania delegatów: Paweł Skrzywanek
- rzecznik generalny – prezes: Julian Golak
- zastępca rzecznika generalnego – wiceprezes: Gertruda Chowaniokowa
- zastępca rzecznika generalnego – wiceprezes: Janusz Legoń
- członek rady rzeczników: Tomasz Grabiński
- członek rady rzeczników: Kinga Ciba
- skarbnik: Teresa Bazała

## Oddziały regionalne z osobowością prawną
- Oddział Regionalny w Cieszynie – rzecznik: Janusz Legoń
- Oddział Regionalny we Wrocławiu – rzecznik: Tomasz Grabiński

## Oddziały regionalne zwykłe
- Oddział w Jeleniej Górze – rzecznik: Helena Jankowska
- Oddział w Nowej Rudzie – rzecznik: Julian Golak
- Oddział Regionalny w Raciborzu – rzecznik: Beňo Benczew
- Oddział Regionalny w Warszawie – rzecznik: Maciej Molak

## Fundacja Solidarności Polsko-Czesko-Słowackiej
Rada Fundacji
- Jarosław Broda – Wrocław
- Zbigniew Janas – Warszawa
- Mirosław Jasiński – Wrocław

Zarząd Fundacji
- Maria Nowakowska, prezes
- Jarosław Szostakowski, członek zarządu
- Warcisław Martynowski, członek zarządu
- Paweł Skrzywanek, członek zarządu

## Literatura
- Petr Blažek Setkání představitelů československé a polské opozice na státních hranicích 1978-1989, w: Dalibor Hrodek (red.) Česká a polská historická tradice a její vztah k současnosti. Pardubická konference (18.–20. duben 2002), FF UK, Praga 2003, s. 177–209.
- Petr Blažek, Sejdeme se – zatím – v Polsku: Vratislavský festival 3.–5. listopadu 1989, in: Zofia Tarajło-Lipowska – Jarosław Malicki (red.), Wrocław w Czechach – Czesi we Wrocławiu: Literatura – język – kultura. Uniwersytet Wrocławski. Wrocław 2003, s. 371–389.
- Grzegorz Majewski, Karkonosze – miejsce spotkań i akcji opozycji polsko-czechosłowackiej (1978-1988), Jelenia Góra 2004.
- Petr Blažek, Grzegorz Majewski Granica Przyjaźni, w: Karta, 45 (2005), s. 118–136.
- Petr Blažek Akcja „Červotoč” (Kołatek). Tajny współpracownik StB Stanislav Dvořák jako kurier Solidarności Polsko-Czechosłowackiej w: Pamięć i Sprawedliwość, 1(9), 2006, s. 117–164.
- Mirosław Zalewski (red.), Szlak do wolności – XXV lat Solidarności Polsko-Czesko-Słowackiej, Atut, Wrocław 2007.
- Łukasz Kamiński, Petr Blažek, Grzegorz Majewski, Ponad granicami. Historia Solidarności Polsko-Czechosłowackiej, Atut. Wrocław 2009.